# 千葉学園高等学校
千葉学園高等学校（ちばがくえんこうとうがっこう）は、青森県八戸市類家一丁目にある私立高等学校。学校法人千葉学園が運営している。2019年4月からは弘前市の柴田学園高等学校（現：柴田学園大学附属柴田学園高等学校）が共学になったことで青森県唯一の女子校となった。

## 特色
創立者の千葉くらは、明治時代に女性自立運動の魁となった羽仁もと子の実妹であり、八戸バプテスト教会（現:日本バプテスト連盟）でバプテスマ（洗礼）を受けている。
この後を継いだのが千葉富江で、彼女は千葉家の次男と結婚し、同学の教師をしていた。くらの死去に伴い、1935年（昭和10年）、30歳のときに校長に就任した。従来の家政科・商業科に加え、調理科と衛生看護科を発足させたほか、1954年（昭和29年）には千葉幼稚園を設立している。1978年（昭和53年）には普通科を独立させ、向陵高等学校を設立し男女共学とした。

## 沿革
- 1910年 - 八戸女塾が創設
- 1914年 - 私立八戸裁縫講習所と改称
- 1923年 - 私立千葉裁縫女塾と改称
- 1930年 - 八戸千葉裁縫女学校と改称
- 1948年 - 千葉学園高等学校と改称

## 設置学科
- 生活文化科
- 調理科
- 普通科（令和4年設置）
- 看護科
- 看護専攻科
- 総合ビジネス科（令和4年募集停止）

## 関連校
- 向陵高等学校
- 千葉幼稚園